# Navarrete
Pour les articles homonymes, voir Navarrete (homonymie).
Navarrete est une commune de la comarque de Logroño, dans la Communauté autonome de La Rioja, dans le Nord de l'Espagne.
Sa population était de 2 856 habitants en 2010.
Le Camino francés du Pèlerinage de Saint-Jacques-de-Compostelle passe par cette localité.

## Géographie
À 11 km est de Logroño, à 512 m d’altitude, le point culminant est à 781 m, au Cerro de la Dehesa.
La commune est traversée par le río Iregua.

### Localités limitrophes
| Nord-ouest Fuenmayor et Cenicero | Nord Fuenmayor                       | Nord-est Fuenmayor et Logroño |
| Ouest Cenicero et Huércanos      |                                      | Est Lardero                   |
| Sud-ouest Sotés                  | Sud Hornos de Moncalvillo et Medrano | Sud-est Entrena               |

## Histoire
Le nom Navarrete est en rapport à la limite avec la Navarre. Sa fondation vient de la volonté des rois de Castille de défendre ces territoires, face aux royaumes voisins.
Pour cette raison, le roi Alphonse VIII a proposé aux habitants des anciens villages de la zone qu'ils se réunissent en un lieu défensif. Ces peuplements étaient connus sous le nom de corcuetos et étaient composés par San Lorente, San Antolín, San Pedro et Nuestra Señora del Prado. En réunissant leur population autour du château, dressé sur la colline Tedeón, ils fondent ainsi la nouvelle ville de Navarrete.
À ces habitants, le roi accorda des « fueros » (chartes) en 1192 ; la ville atteint ainsi une importance régionale. En outre, les villages de Fuenmayor, Hornos, Daroca et Sotés, étaient sous sa juridiction et formaient une fédération appelée « De las Villas del Campo » en ayant des droits sur la montagne de Moncalvillo. Cette fédération de terres, pâtures et bois de chauffage est citée depuis le XIe siècle dans un document de la reine de Navarre, doña Estefanía.
De royale, la cité devint seigneuriale au XIVe siècle. C'est à cette époque en 1367, que se déroule la bataille dite de Navarrete, où Du Guesclin connut un revers. Il soutenait Henri de Trastamare, prétendant au trône de Castille, contre Pierre le Cruel, dont l'allié était le Prince Noir. Il semble aux historiens que le champ de bataille était en réalité plus proche de Nájera que de Navarrete.
Navarrete est encore une étape du pèlerinage de Saint-Jacques-de-Compostelle.

## Démographie
| 1900  | 1910  | 1920  | 1930  | 1940  | 1950  | 1960  | 1970  | 1981  |
| ----- | ----- | ----- | ----- | ----- | ----- | ----- | ----- | ----- |
| 1 737 | 1 611 | 1 672 | 1 683 | 1 706 | 1 836 | 1 862 | 2 015 | 2 019 |

| 1991  | 2001  | 2010  | - | - | - | - | - | - |
| ----- | ----- | ----- | - | - | - | - | - | - |
| 1 980 | 2 165 | 2 856 | - | - | - | - | - | - |

## Administration

### Conseil municipal
La ville de Navarrete comptait 2 941 habitants aux élections municipales du 26 mai 2019. Son conseil municipal (en espagnol : Pleno del Ayuntamiento) se compose donc de 11 élus.
| Parti | Parti                                    | Voix | %       | Élus   |
| ----- | ---------------------------------------- | ---- | ------- | ------ |
|       | Parti socialiste ouvrier espagnol (PSOE) | 648  | 40,23 % | 5 / 11 |
|       | Parti populaire (PP)                     | 640  | 40,23 % | 4 / 11 |
|       | Partido Riojano (PR+)                    | 172  | 10,81 % | 1 / 11 |
|       | Izquierda Unida (IU)                     | 131  | 8,23 %  | 1 / 11 |

### Liste des maires
| Mandat    | Maire | Maire                          | Parti |
| --------- | ----- | ------------------------------ | ----- |
| 1979-1983 |       | Miguel Olagaray Moreno         | PSOE  |
| 1983-1987 |       | Miguel Olagaray Moreno         | PSOE  |
| 1987-1991 |       | Román Zaldivar Sierra          | PSOE  |
| 1991-1995 |       | Román Zaldivar Sierra          | PSOE  |
| 1995-1999 |       | Miguel Santo Domingo Vitoriano | PSOE  |
| 1999-2003 |       | Miguel Santo Domingo Vitoriano | PSOE  |
| 2003-2007 |       | Miguel Santo Domingo Vitoriano | PSOE  |
| 2007-2011 |       | Miguel Santo Domingo Vitoriano | PSOE  |
| 2011-2015 |       | Julio Victor Languens Velasco  | PP    |
| 2015-2019 |       | Mª Luisa Corzana Calvo         | PSOE  |
| 2019-2023 |       | Mª Luisa Corzana Calvo         | PSOE  |

## Patrimoine et culture

### Pèlerinage de Compostelle
Par le Camino francés du Pèlerinage de Saint-Jacques-de-Compostelle, le chemin vient de Logroño.
La prochaine halte est Ventosa.

### Patrimoine religieux
Le Portail roman du cimetière

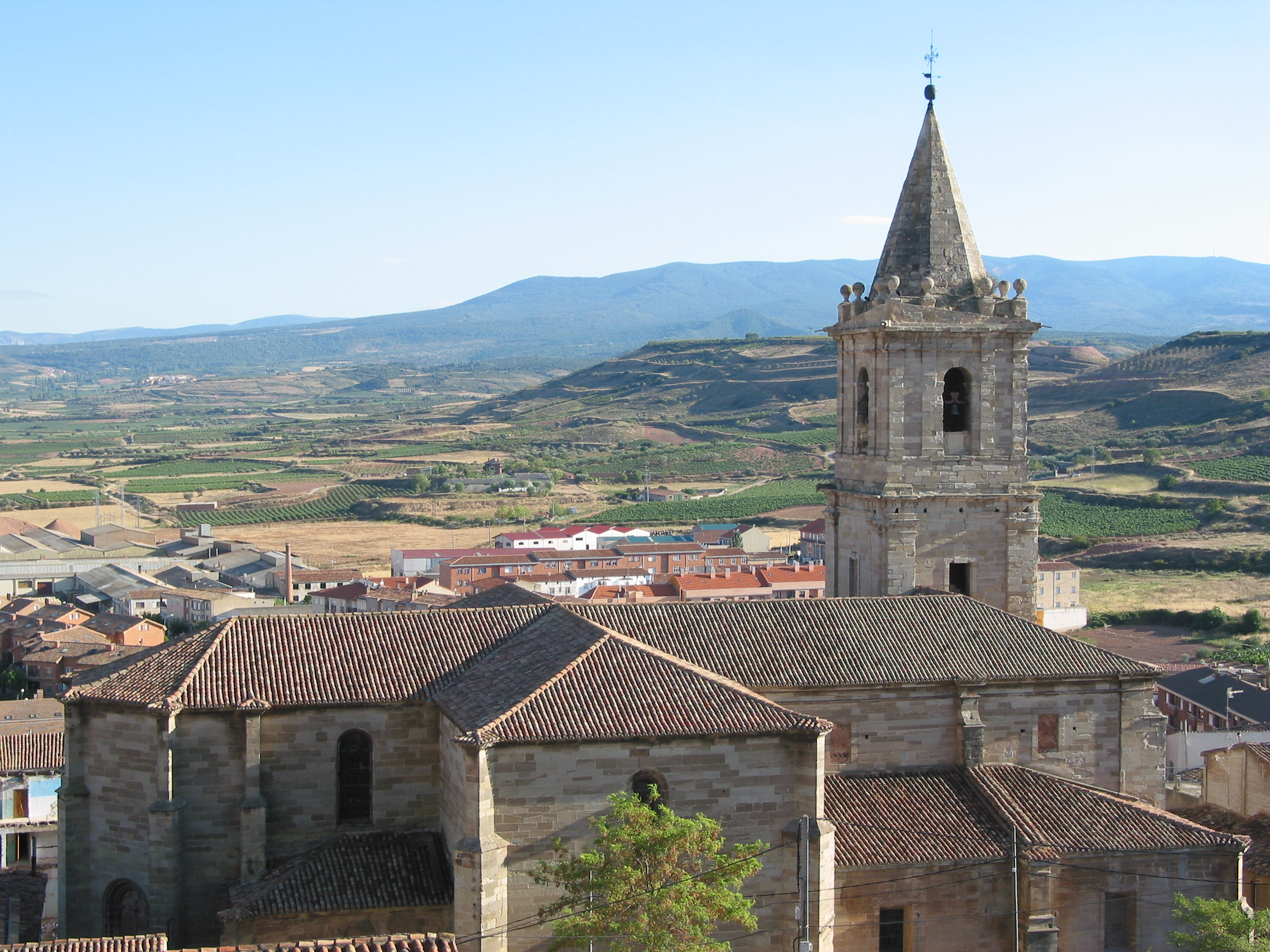
L’église de La Asunción vue du Cerro Tedeón.

Il provient des ruines de l'ancien hôpital de Saint Jean d'Acre, offert par doña María Ramírez en 1185. Il a été transporté et reconstruit par les mains expertes d'un simple maçon.
D'influence mozarabe, il présente cinq voussures sur colonnettes, dont deux denticulées, au-dessus desquelles se trouve un oculus orné d'une rosace en arabesques. Le tout est surmonté d'une croix sur un chapiteau représentant l'habituel combat de chevaliers. Ceux qui se trouvent sur les colonnettes évoquent des scènes de la vie quotidienne des pèlerins.
L’église de La Asunción
Commencée en 1553 sous la direction de Juan de Vallejo, les travaux se sont poursuivis jusqu’en 1645, avec Juan Pérez de Solarte.
De plan à trois nefs et deux travées, au chevet une abside voutée, entourée de deux chapelles. La décoration est de l’époque Renaissance, avec des chapiteaux corinthiens de Juan de Vallejo. 

Elle abrite l'un des plus beaux retables baroques de la Rioja, et, dans la sacristie, un triptyque flamand attribué à Rembrandt.

### Patrimoine civil
La Calle de la Cruz
Sous des couverts, un chapiteau roman représente un combat de chevaliers. Il semble provenir d'une chapelle disparue.

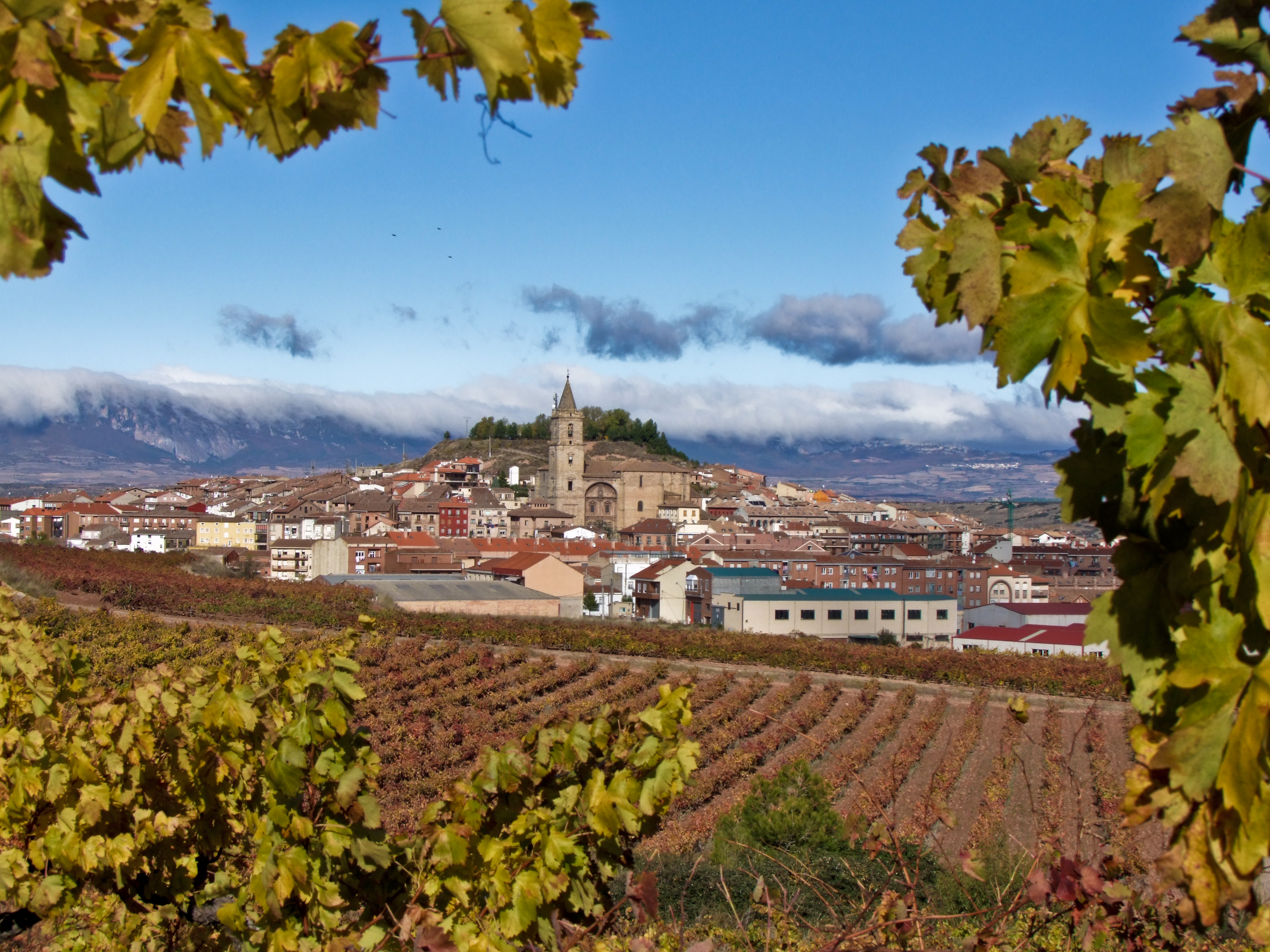
Navarrete.
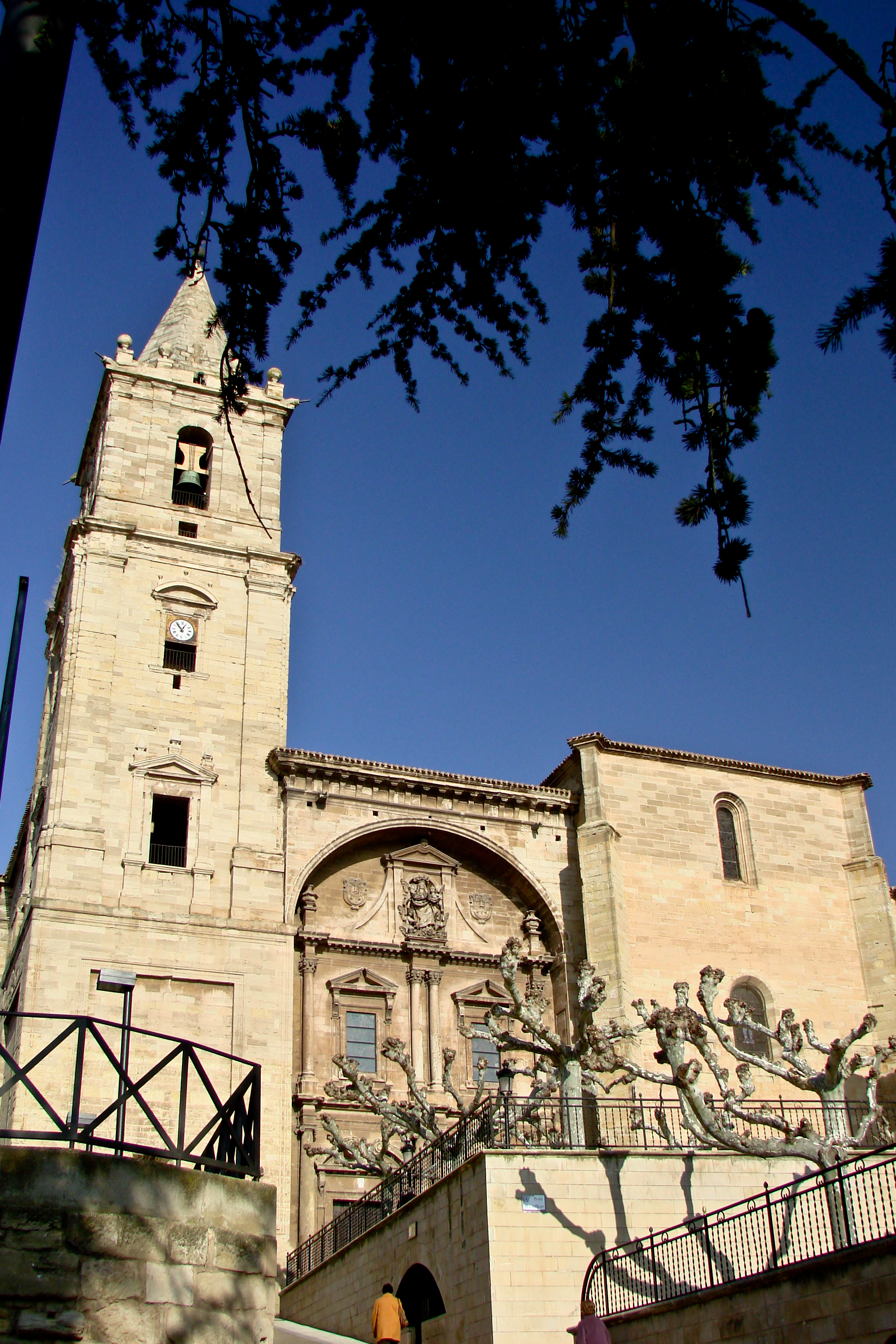
Iglesia de la Asuncion.
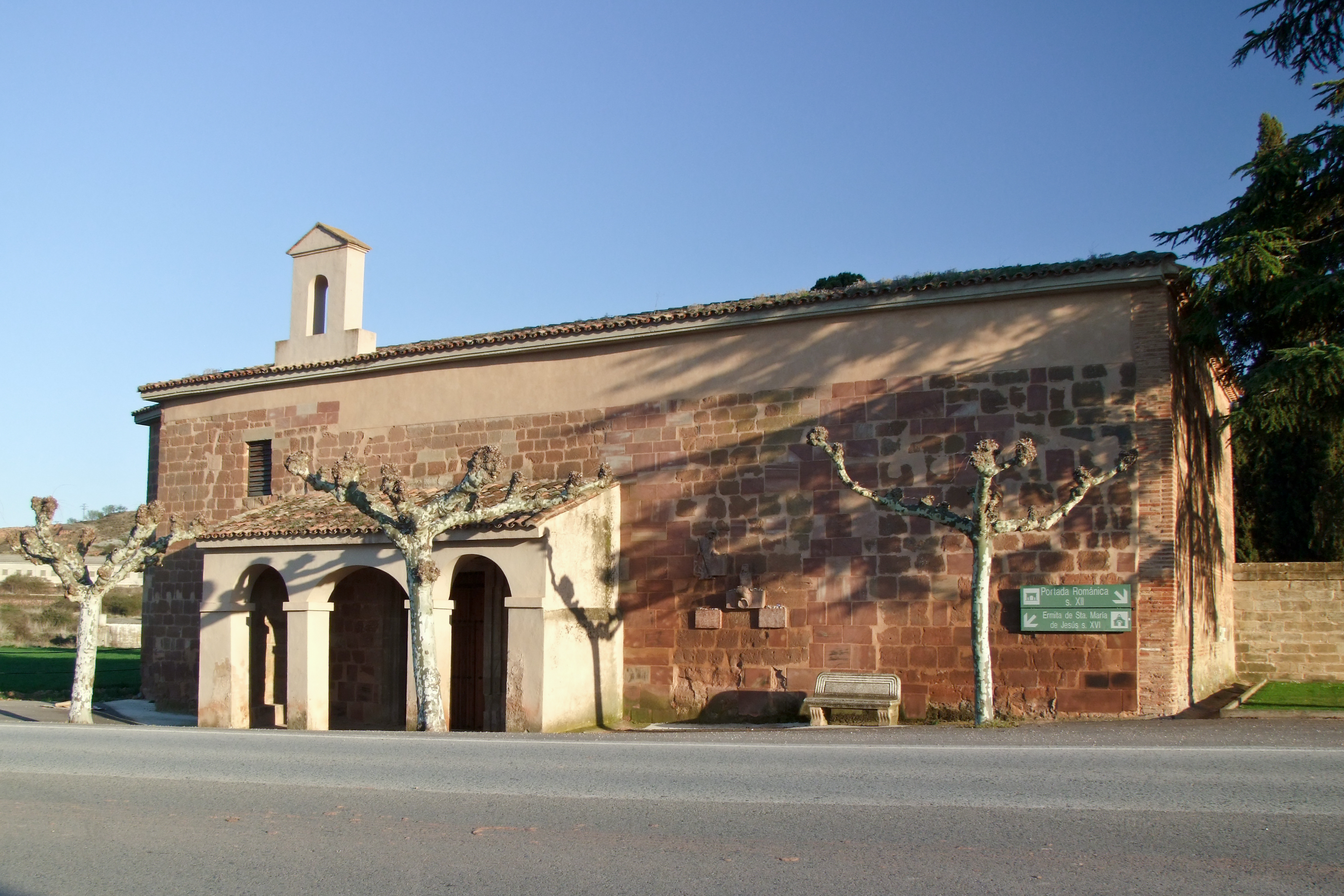
Ermitage de Santa María de Jesús.
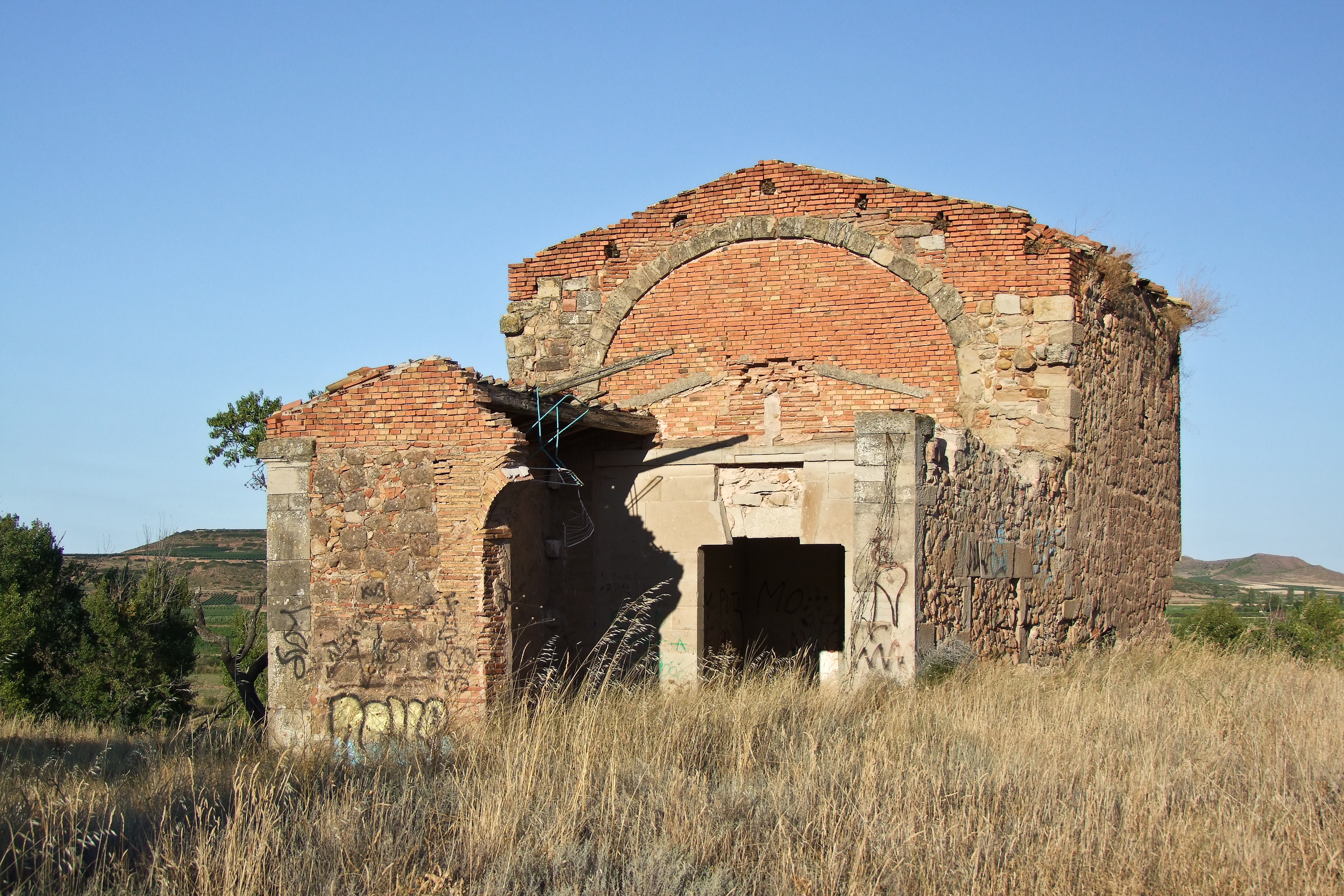
Ermitage de Santa María del Buen Suceso.
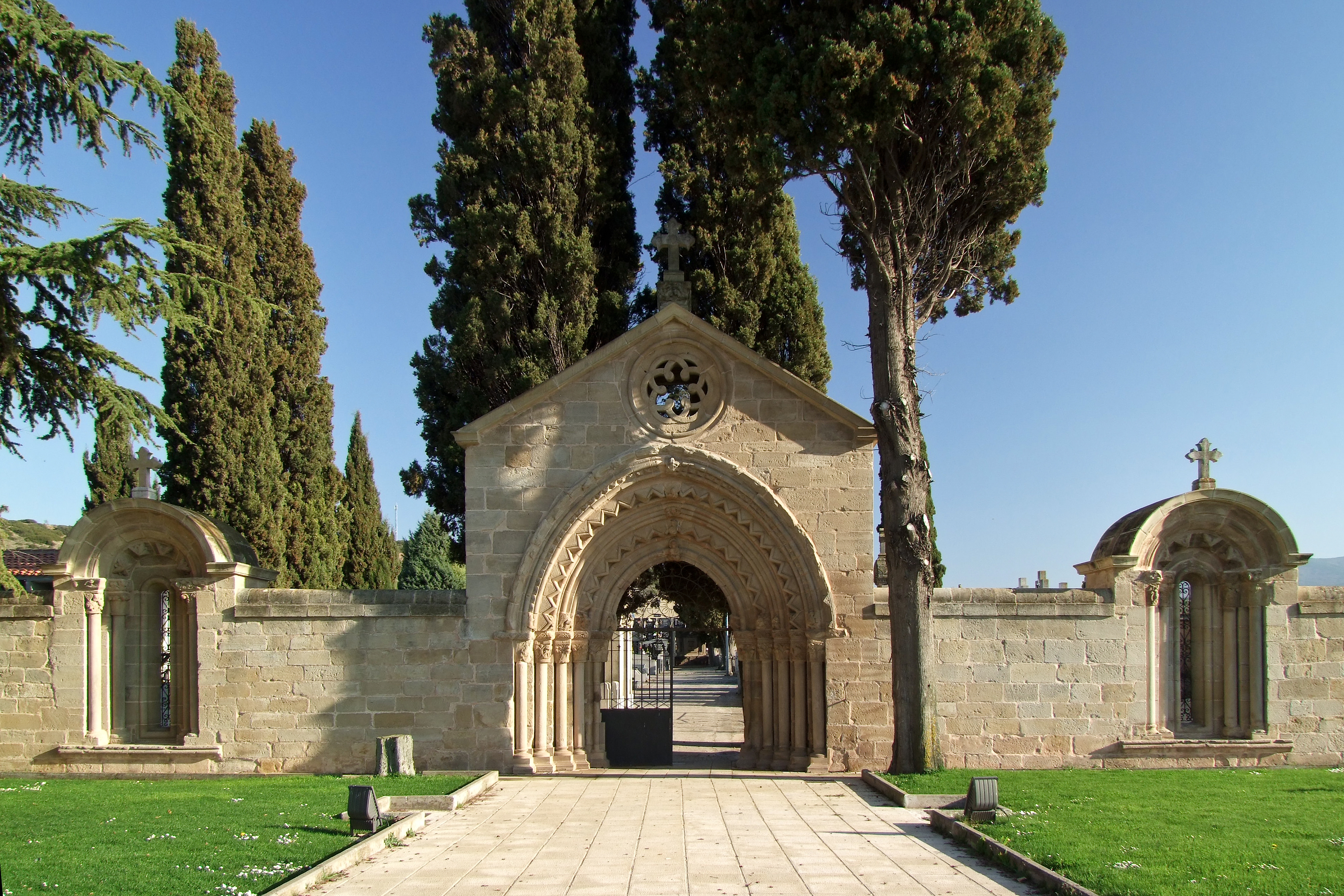
Portada del cementerio.

## Sources, notes et références
- (es) Cet article est partiellement ou en totalité issu de l’article de Wikipédia en espagnol intitulé « Navarrete » (voir la liste des auteurs).
- Grégoire, J.-Y. & Laborde-Balen, L. , « Le Chemin de Saint-Jacques en Espagne - De Saint-Jean-Pied-de-Port à Compostelle - Guide pratique du pèlerin », Rando Éditions, mars 2006,  (ISBN 2-84182-224-9)
- « Camino de Santiago St-Jean-Pied-de-Port - Santiago de Compostela », Michelin et Cie, Manufacture Française des Pneumatiques Michelin, Paris, 2009,  (ISBN 978-2-06-714805-5)
- « Le Chemin de Saint-Jacques Carte Routière », Junta de Castilla y León, Editorial Everest